# SN 2010dx
SN 2010dx – supernowa typu II odkryta 8 czerwca 2010 roku w galaktyce NGC 7038. W momencie odkrycia miała maksymalną jasność 17,40m.